# هانوشوتسه ناد تپلو
هانوشوتسه ناد تپلو (به لاتین: Hanušovce nad Topľou) یک شهرک با جمعیت ۳٬۷۴۱ نفر که در Vranov nad Topľou District، اسلواکی واقع شده‌است.